# Кхокхуай

Кхокхуай (тайск. คอ ควาย, кхуай — «буйвол») — кхо, четвёртая буква тайского алфавита, кхокхуай идентична кхоракханг и их использование определяется орфографической традицией, по траянгу относится к аксонтамкху (парная нижнего класса) и может быть только первого, третьего и четвёртого тона. Как парная буква, кхокхуай является «напарником» буквы верхнего класса кхокхай, которая, как бы дополняет звук «кхо», и в свою очередь может быть второго и пятого тона. Как финаль относится к матре мекок. На клавиатуре проецируется на клавишу цифры 8 (восемь). В лаосском алфавите соответствует букве кхокхуай. В пали соответствует букве «га».
Тонирование кхокхуай с проекцией на кхокхай:
| Сиенг саман | Сиенг эк | Сиенг тхо | Сиенг три | Сиенг тьаттава |
| ค           |          | ค่ = ข้     | ค้         |                |

## Ваййакон (грамматика)
- คะ (кха) — частица вежливости в женской речи.
- ครับ (кхрап) — частица вежливости в мужской речи.
- ความ (кхуам) — субстантиватор, префикс, образующий существительные.